# Don Juan (jezero)
Don Juan je jezírko v oblasti Suchých údolí McMurdo v Antarktidě. Má rozlohu tří hektarů a je hluboké pouze okolo 10 cm. Je druhou nejslanější přírodní vodní nádrží na Zemi po jezeru Gaet'ale: salinita činí 40,2 % a je tak osmnáctkrát vyšší, než činí průměr světového oceánu. Díky této koncentraci chloridu sodného a chloridu vápenatého jezero nezamrzá ani při teplotách okolo –50 °C.
V západní části se do jezera vlévá malý potok přitékající ze sousedního ledovce. Vzhledem k extrémně suchému vzduchu v oblasti výpar převyšuje přísun vody a Don Juan Pond postupně vysychá. V okolí jezera byly naměřeny vysoké emise oxidu dusného, nebyly však nalezeny žádné organismy, které by tento plyn produkovaly. Nachází se zde také vzácný minerál antarkticit (CaCl2{\displaystyle \cdot }6H2O).
Jezero objevili v roce 1961 američtí letci Don Roe a John Hickey, podle jejichž křestních jmen bylo pojmenováno.

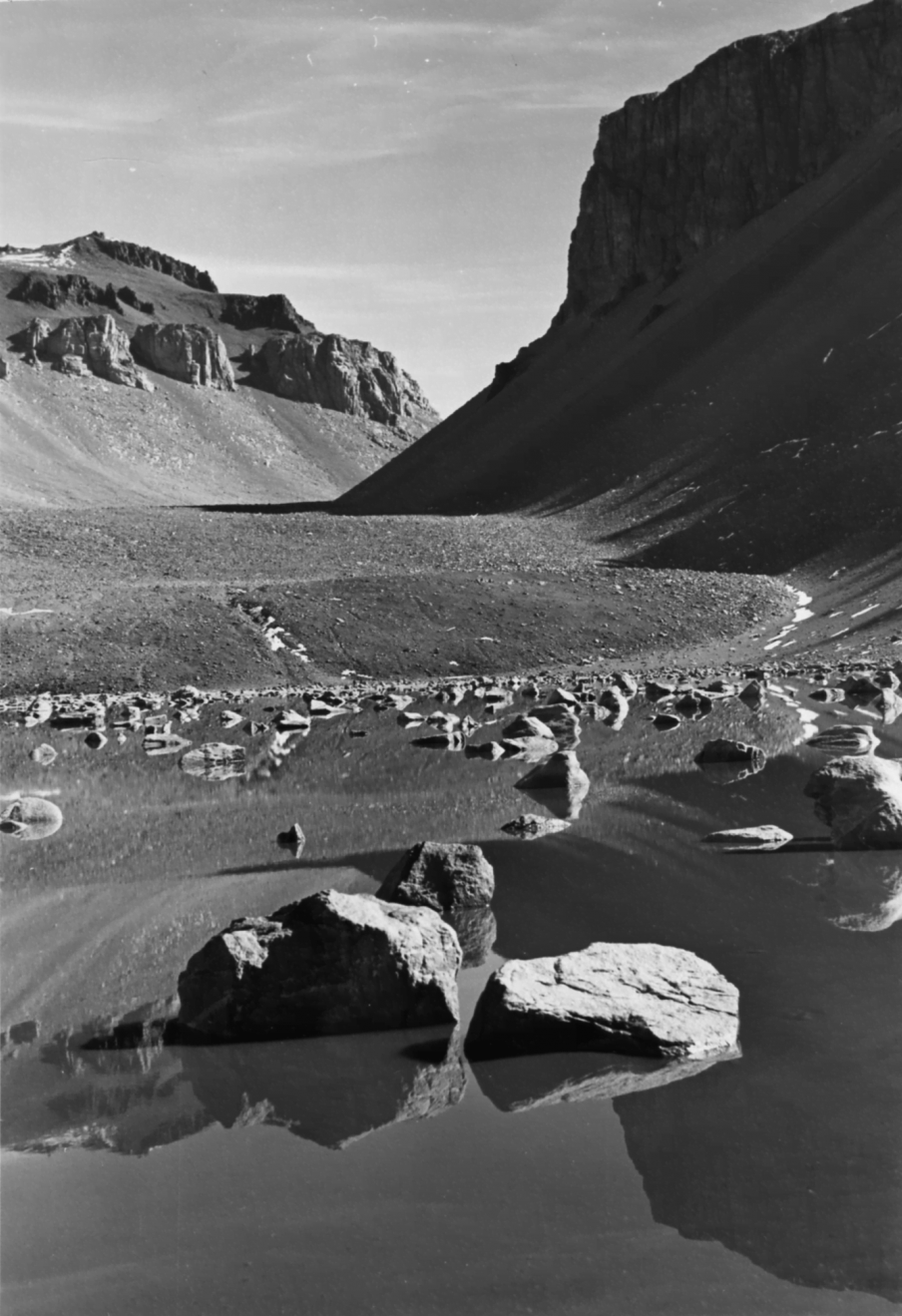
1973
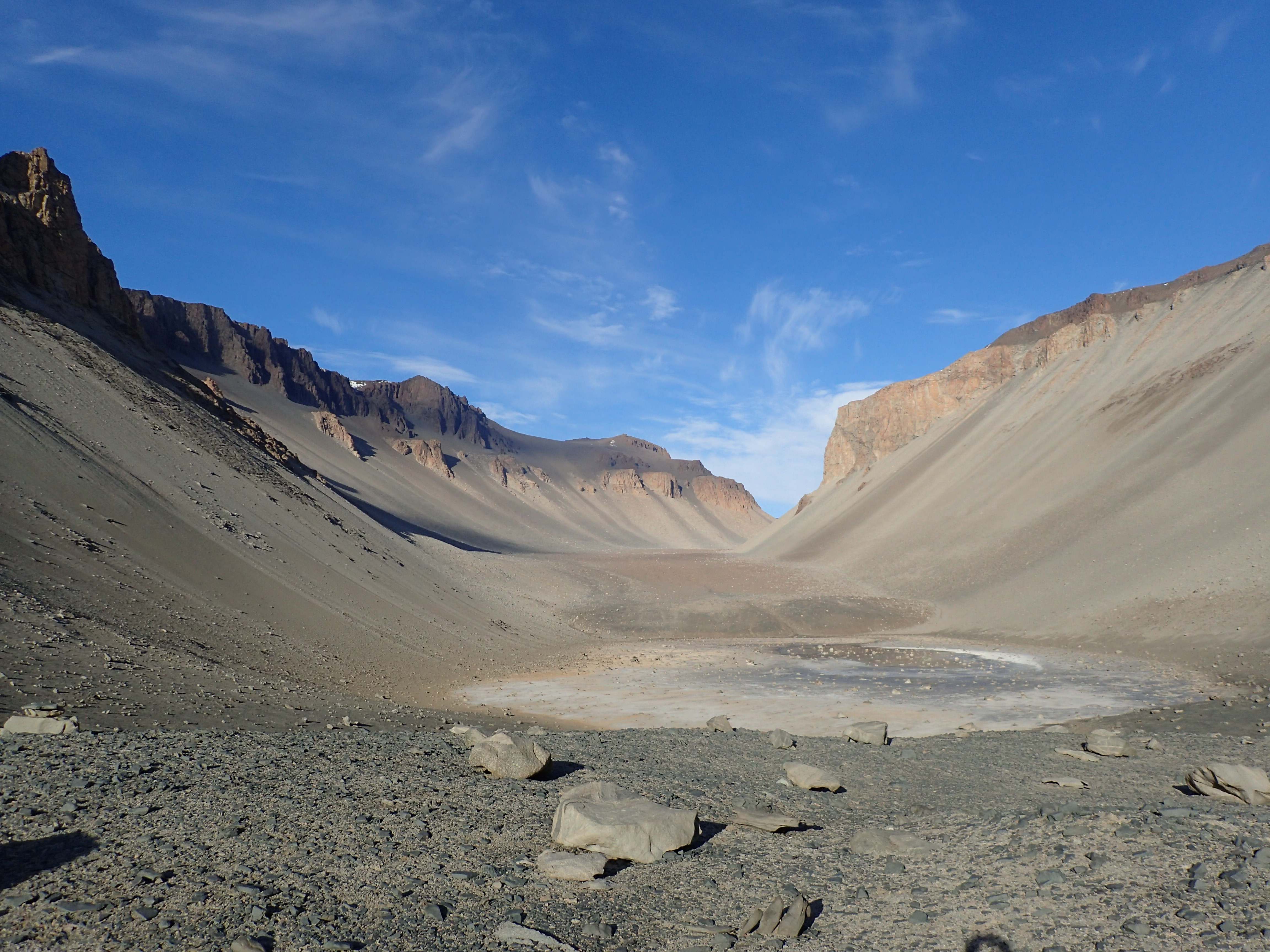
2016
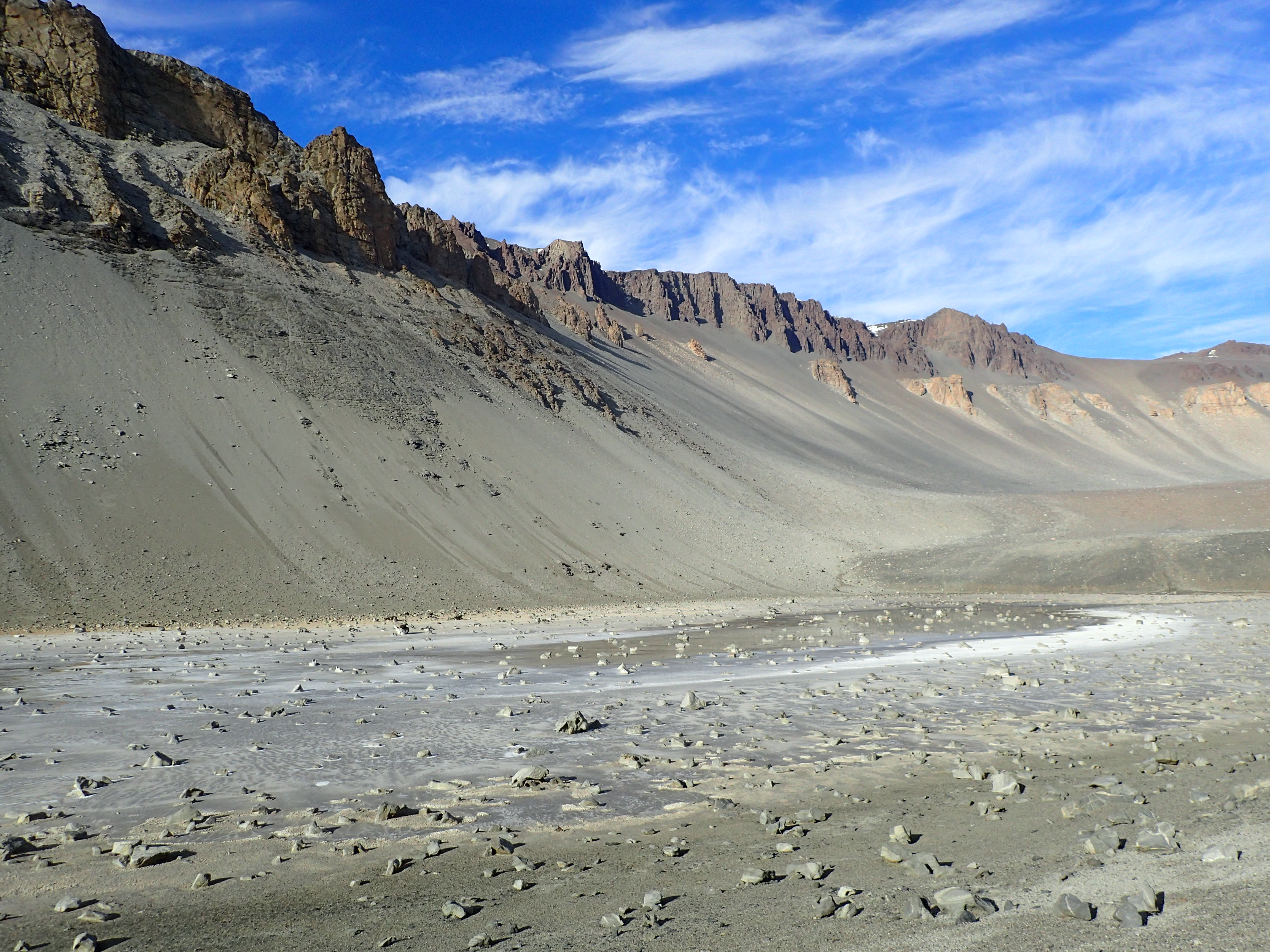
2016